# Interkultureller Dialog
Der Interkulturelle Dialog ist ein offener und respektvoller Dialog zwischen Individuen und Gruppen unterschiedlicher ethnischer, kultureller, religiöser und sprachlicher Herkunft und Traditionen.

## Begrifflichkeit
Im Weißbuch des Europarats zum interkulturellen Dialog wird dieser genauer definiert als „ein Prozess des offenen und respektvollen Meinungsaustausches von Einzelnen und Gruppen unterschiedlicher ethnischer, kultureller, religiöser und sprachlicher Herkunft und Traditionen in einem Geist von gegenseitigem Verständnis und Respekt. Die Freiheit und die Fähigkeit der Meinungsäußerung, aber auch der Wille und die Fähigkeit, dem, was die anderen zu sagen haben, zuzuhören, sind hierbei unverzichtbar. Der interkulturelle Dialog trägt zur politischen, sozialen, kulturellen und ökonomischen Integration bei sowie zum Zusammenhalt von Gesellschaften mit unterschiedlichen Kulturen. Er fördert die Gleichstellung, die menschliche Würde und das Streben nach gemeinsamen Ziele. Ziel des interkulturellen Dialogs ist es, die verschiedenen Zugangs- und Sichtweisen der Welt besser verständlich zu machen, Zusammenarbeit und Teilhabe (bzw. die Entscheidungsfreiheit) zu stärken, es den Menschen zu gestatten, sich zu entwickeln und zu verändern, und Toleranz und Achtung des anderen zu fördern.“
Die Evangelische Kirche in Deutschland (EKD) bezeichnete eine Definition des Europarats aus einem Konsulardokument als eine geeignete Ausgangsbasis: „Interkultureller Dialog ist ein offener und respektvoller Austausch von Sichtweisen zwischen Individuen und Gruppen, die zu verschiedenen Kulturen gehören, der zu einem tieferen Verständnis der jeweils anderen Wahrnehmung führt.“
Das European Institute for Comparative Cultural Research (ERICarts) definiert den interkulturellen Dialog als einen Prozess, der von einem offenen und respektvollen Austausch zwischen Individuen und Gruppen mit unterschiedlichen kulturellen Hintergründen getragen wird. Dieser Definition zufolge sind die Ziele des interkulturellen Dialogs „u. a. ein tieferes Verständnis für vielfältige Weltanschauungen und Praktiken zu entwickeln, Partizipation (oder Wahlfreiheit) zu erhöhen, Gleichheit zu fördern und kreative Prozesse zu verbessern.“ Dabei wird das prozesshafte hervorgehoben und der interkulturelle Dialog als ein „(Lern-)prozess“ verstanden, der „in mehrerlei Hinsicht produktiv“ sein könne.
Die UNESCO spricht im Zusammenhang mit dem interkulturellen Dialog auch von einem Dialog unter Zivilisationen, Kulturen und Völkern. Dietmar Larcher hebt hervor, dass der interkulturelle Dialog oft missverstanden werde: „Es gibt keinen Dialog der Kulturen, sondern Menschen führen den Dialog.“ Es gehe eben nicht um eine Kampf der Kulturen. Außerdem seien Kulturen nicht homogen, sondern diese Auffassung sei erst im Zuge der Nationenbildung befördert worden.
In einer an der Universität Luzern angefertigten Bestandsaufnahme heißt es: „Generelles Ziel des propagierten interkulturellen Dialogs ist […] stets die Konstruktion eines kulturelle Grenzen überschreitenden gegenseitigen Verständnisses oder gar einer gemeinsamen Identität oder zumindest die „Entdramatisierung des Trennenden“. Mit der Betonung der Notwendigkeit kulturelle Grenzen übergreifender Interaktion in Form des Dialogs wird der interkulturelle Dialog vom – oftmals als gescheitert erachteten – Konzept des „Multikulturalismus“ abgegrenzt.“ Kritisch wird zugleich hervorgehoben, dass Begrifflichkeiten wie „Kultur“ oder „Zivilisation“ oftmals nur wenig kritisch reflektiert würden, dass die Vorstellungen von homogenen, unterscheidbaren Kulturen ein gedankliches Konstrukt sei und dass der interkulturelle Dialog allzu sehr als politisches Allheilmittel erscheine. In Anlehnung an David Bohm wird der Dialog von einer Diskussion oder Debatte abgegrenzt. Der Dialog wird hier verstanden als „eine gleichberechtigte verbale wie auch nonverbale (etwa durch Kunst oder Musik geführte) Form der sozialen Interaktion zwischen Individuen, Gruppen oder Organisationen, die darauf abzielt, den oder die anderen Dialogpartner über die eigene Andersartigkeit zu informieren wie sich auch über die Andersartigkeit des oder der jeweils Anderen informieren zu lassen.“

## Kontext
Die zivilgesellschaftliche Initiative Platform for Intercultural Europe betont, „dass der Bedarf für interkulturellen Dialog einerseits aus der kulturellen Vielfalt herrührt, die Ergebnis von Migration ist, und sich andererseits durch die „alte Diversität“ von Minderheiten innerhalb von Nationalstaaten bedingt“.
Der Europarat wertet in seinem Weißbuch den interkulturellen Dialog für „unverzichtbar für die Neugestaltung eines Gesellschafts- und Kulturmodells in einem Europa in raschem Wandel, damit jeder Einzelne, der in Gesellschaften mit verschiedenen Kulturen lebt, seine Menschenrechte und Grundfreiheiten wahrnehmen kann.“

## Kunst und Musik
Der Begriff des „Interkulturellen Dialogs“ wird in teilweise überlappender Bedeutung auch für den verbalen oder nichtverbalen interkulturellen Austausch in Literatur, Theater, Film und allgemeiner Kunst und Musik verwendet. Im Vergleich zum Begriff der Multikulturalität liegt die Betonung dabei stärker auf verbindende Elemente und gemeinsam neu zu Erschaffendes.